# Mauro Baldi
Mauro Baldi (31 de gener de 1954, Reggio Emilia, Itàlia) va ser un pilot de curses automobilístiques italià que va arribar a disputar curses de Fórmula 1.

## Carrera esportiva
Mauro Baldi va debutar a la primera cursa de la temporada 1982 (la 33a temporada de la història) del campionat del món de la Fórmula 1, disputant el 23 de gener del 1982 el G.P. de Sud-àfrica al circuit de Kyalami.
Va participar en un total de quaranta-una curses puntuables pel campionat de la F1, disputades en quatre temporades consecutives (1982 - 1985), aconseguint una cinquena posició com millor classificació en una cursa i assolí cinc punts pel campionat del món de pilots.

## Resultats a la Fórmula 1
| Any  | Equip                    | Xassís     | Motor      | 1       | 2         | 3         | 4      | 5       | 6       | 7         | 8      | 9     | 10      | 11      | 12      | 13      | 14      | 15      | 16     | Posició | Punts |
| ---- | ------------------------ | ---------- | ---------- | ------- | --------- | --------- | ------ | ------- | ------- | --------- | ------ | ----- | ------- | ------- | ------- | ------- | ------- | ------- | ------ | ------- | ----- |
| 1982 | Arrows Racing Team       | Arrows     | Cosworth   | SUD NVQ | BRA 10    | O.USA NVQ | SMR    | BEL NC  | MON NVQ | E.USA Ret | CAN 8  | HOL 6 | GBR 9   | FRA Ret | ALE Ret | AUT 6   | SUI NVQ |         | LVG 11 | 25è     | 2     |
| 1982 | Arrows Racing Team       | Arrows     | Cosworth   |         |           |           |        |         |         |           |        |       |         |         |         |         |         | ITA 12  |        | 25è     | 2     |
| 1983 | Marlboro Team Alfa Romeo | Alfa Romeo | Alfa Romeo | BRA Ret | O.USA Ret | FRA Ret   | SMR 10 | MON 6   | BEL Ret | E.USA 12  | CAN 10 | GBR 7 | ALE Ret | AUT Ret | HOL 5   | ITA Ret | EUR Ret | SUD Ret |        | 16è     | 3     |
| 1984 | Spirit Racing            | Spirit     | Hart       | BRA Ret | SUD 8     | BEL Ret   | SMR 8  | FRA Ret | MON NVQ | CAN       | E.USA  | USA   | GBR     | ALE     | AUT     | HOL     | ITA     | EUR 8   | POR 15 | -       | 0     |
| 1985 | Spirit Racing            | Spirit     | Hart       | BRA Ret | POR Ret   | SMR Ret   | MON    | CAN     | E.USA   | FRA       | GBR    | ALE   | AUT     | HOL     | ITA     | BEL     | EUR     | SUD     | AUS    | -       | 0     |

### Resum
| Curses: | Victòries: | Pòdiums: | Poles: | Voltes ràpides: | Punts: |
| ------- | ---------- | -------- | ------ | --------------- | ------ |
| 41 (36) | 0          | 0        | 0      | 0               | 5      |